# سبكتكين (بويهي)
سبكتكين كان قائدًا تركيًا في خدمة سلالة البويهيين. بلغَت قوته حدًّا جعلته يتحدى الحاكم البويهي بختيار عز الدولة، بل حتى ثار ضده في عام 974، واستولى على بغداد وهدد بإسقاط حكم البويهيين في العراق بشكل كامل. انتهت مسيرته المهنية بوفاته في أواخر عام 974. ثم تلا ذلك هزيمة البويهيين لخليفته ألبتاكين، وهروب الأخير إلى دمشق، حيث انضم في النهاية إلى الفاطميين.

## الحياة
كان سبكتكين مملوكًا تركيًا أعتقه أول حاكم بويهي للعراق، معز الدولة (حكم. 945–967)، وأصبح، وفقًا للمؤرخ هيريبرت بوس، "الذراع اليمنى" للأخير. يظهر سبكتكين لأول مرة في عام 948/9، عندما أُرسل لمساعدة ركن الدولة في الري، التي كانت مهددة من السلاريين والسامانيين. هناك كان عليه أيضًا أن يواجه ثورة فرقة ديلمية في جيشه، بقيادة رجل معين يُدعى بوراريش  عُين في منصب حاجب، وكان سبكتكين في المقام الأول قائدًا لزملائه الجنود العبيد الأتراك (الغلمان)، ولكن بالإضافة إلى ذلك كان يعمل أيضًا كقائد أعلى للجيش بأكمله (أمير الجيوش). جمع ثروة ضخمة، وبنى قصرًا كبيرًا في حي المخرّم ببغداد. في وقت وفاته، ورد أنه كان يمتلك 10000 جمل و4000 قطعة من الديباج، بما في ذلك 2000 من الحرير الشوشري الفاخر و500 قطعة بيزنطية من مصانع الدولة في الإمبراطورية البيزنطية.
كان سبكتكين واحدًا من عدد من القادة الأتراك الذين رُقوا إلى مناصب رفيعة من معز الدولة كجزء من سياسة مصممة لتحقيق التوازن بين عنصر الديلم المهيمن في جيوش البويهيين، والذي كان عرضة للاضطرابات وكان ولاؤه للبويهيين مشكوكًا فيه. كانت المنافسة بين المجموعتين العرقيتين الرئيستين في جيش البويهيين، الديالمة الأحرار والجنود الغلمان الأتراك، شديدة. لقد شكل الأتراك النواة الأساسية للجيش العراقي منذ عصر بني العباس، ولكن البويهيين وصلوا إلى السلطة بفضل جنودهم الديلميين، وتنافست المجموعتان على الامتيازات والدخل. بالإضافة إلى ذلك، كان الديلميون من أنصار الإسلام الشيعي، كان الأتراك يفضلون السنة. وأصبح سبكتكين على وجه الخصوص موضع كراهية بين الديلميين. رغم أن البويهيين شيعة لكن لم يُظهروا أي امتيازات على أساس طائفي، بل حاول معز الدولة، ثم خليفته بختيار عز الدولة (حكم. 967–978)، التوفيق بين المجموعتين وتحقيق التوازن بينهما، ولكن دون جدوى إلى حد كبير؛ حيث كان الاصطدام بين الديلميين الشيعة والأتراك السنة لا مفر منه.

### الصراع مع بختيار عز الدولة

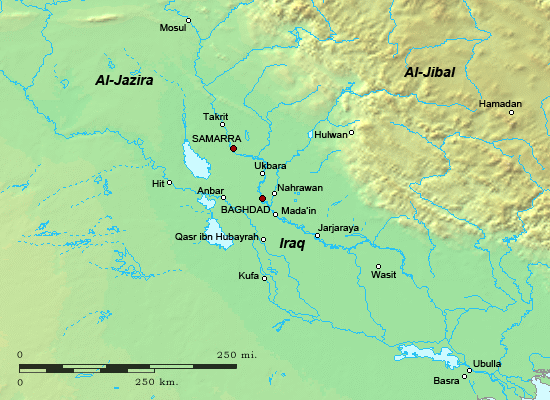
خريطة العراق في القرنين التاسع والعاشر

وكجزء من الجهود المبذولة لإيجاد التوازن بين المجموعتين، أوصى معز الدولة في وصيته صراحةً بختيار بالاحتفاظ بسبوكتكين في منصبه. كانت العلاقات بين سبكتكين وبختيار عز الدولة متوترة وتدهورت أكثر بمرور الوقت، حيث شعر سبكتكين بالإهانة من اختيارات البويهيين في الجيش، التي لم يوافق عليها. في عام 972، أصبحَت قوة سبكتكين مُخيفة وحاول الحاكم البويهي إقالة قائده القوي من منصبه. وفي النهاية، تمكن سبكتكين من الاحتفاظ بمنصبه. في عام 974، شن بختيار وسبكتكين حملة شمالًا في محاولة للاستفادة من التقدم البيزنطي الأخير في الجزيرة الفراتية لإخضاع الحاكم الحمداني للموصل، أبو تغلب. تخلى الحمدانيون عن الموصل دون قتال، لكنهم أرسلوا جيشًا لتهديد بغداد، مما أجبر سبكتكين على العودة إلى العاصمة لمواجهة الحمدانيين هناك. وفي هذه الأثناء، لم يتبق لبختيار سوى قوة عسكرية ضئيلة في الموصل؛ ويفترض المؤرخ المعاصر مسكويه أن سبكتكين تعمد تأخير مساعدته، وأنه كان يتآمر مع الحمدانيين لخلع البويهيين. وفي نهاية المطاف، اضطر بختيار إلى التوصل إلى اتفاق مع الحمدانيين، وتقديم بعض التنازلات لهم. وقد أدى هذا الحدث إلى تعميق الخلاف بين بختيار وسبكتكين.
وفي هذه الأثناء، تمكن سبكتكين من استغلال الدعوات الواسعة النطاق للجهاد بين عامة الناس لتحقيق أهدافه الخاصة، من خلال تحويل غضب الغوغاء إلى البويهيين والشيعة وأنصارهم. وكما علق المؤرخ المعاصر مسكويه: "إن النزاع بين الفصيلين، الذي كان في السابق حول المسائل الدينية، أصبح الآن سياسيًّا أيضًا، حيث حرّض سبكتكين على الديالمة، مما جعل السنة يتبنون شعار سبكتكين والأتراك، وأرغم الشيعة لتبني شعار بختيار والديلم لمواجهتهم".

### الانتفاضة
وقد أدت هذه الأحداث إلى جعل الخلاف بين سبكتكين وسيده أمرًا لا مفر منه: فبناءً على نصيحة ابن باقية، غادر بختيار بغداد إلى واسط والأهواز. وقام ابن باقية بمصادرة الإقطاعاتالعسكرية التابعة للأتراك - بما في ذلك إقطاعات سبكتكين نفسه - وسعوا بدلًا من ذلك إلى الحصول على دعم الديالمة. وأخيرًا، في تموز 974، اشتبك الحزبان المتنافسان علنًا: استولى سبكتكين على بغداد، وبعد حصار قصير لقصره طرد أفراد الأسرة البويهية والجنود الديلميين من المدينة. وقد عيّن سبكتكين صاحب شرطة سنيًّا مُتشددًا في بغداد، الذي فرض حُكماً ترهيبيًّا بين غالبية سكان العاصمة الشيعة؛ وبعد أن استعاد البويهيون المدينة، أُعدم علناً في حي الكرخ ذي الأغلبية الشيعية. وفي هذه العملية، خلع سبكتكين أيضًا الخليفة المريض المطيع واستبدله بابنه الطائي. وعلى الفور عيّن الخليفة الجديد سبكتكين أمير الأمراء، وأعطاه اللقب الشرفي نصر الدولة.
وكما علق المؤرخ هيو كينيدي، ففي غضون بضعة أشهر، تمكن سبكتكين من تأسيس ما يعادل إمارة تركية في بغداد. ويبدو أن سبكتكين كان راضيًا في البداية بحكم بغداد، واقترح ترك جنوب العراق للبويهيين، ولكن هذا كان غير مقبول على ما يبدو بالنسبة للبويهيين وغير قابل للاستمرار على المدى الطويل، لأنه من شأنه أن يترك الأتراك محصورين بين الحمدانيين في الشمال والبويهيين في الجنوب. وبعد فترة وجيزة، سار سبكتكين وقواته نحو واسط.
أُنقذ حُكم بختيار في واسط من خلال اللجوء إلى أقاربه في إيران طلبًا للمساعدة. وصل إليه عضد الدولة حاكم فارس. بالإضافة إلى ذلك، تُوفي سبكتكين في طريقه إلى واسط.

## العواقب
خلف سبكتكين غلام آخر، وهو ألبتكين، الذي كان يفتقر إلى قدرة سبكتكين، وكان يواجه الآن قوات بويهية مُجتمعة من العراق وفارس، بالإضافة إلى انضمام قبائل بدوية عربية والحمدانيين لهم. وبعد هزيمته في كانون الثاني 975 بالقرب من نهر ديالى، انتقل ألبتكين غربًا إلى دمشق مع حوالي 300 من أتباعه. حكم ألبتكين ورجاله المدينة لفترة من الزمن، قبل أن يدخلوا في خدمة الخلافة الفاطمية. استعاد البويهيون السيطرة على بغداد، ولكن الأحداث هزت بشدة أساس القوة البويهية في المنطقة، ودخلت بغداد في فترة من الانحدار استمرت لبقية العصر البويهي.
وكان استغلال سبكتكين للمشاعر المعادية للشيعة في صراعه مع البويهيين هو أول مثال على ارتباط الأتراك كشعب بالفصيل المعادي للشيعة، مما أنبأ بسياسات الغزنويين والسلاجقة والنهضة السنية في القرن الحادي عشر؛ وبداية ما أسماه كندي بالاضطهاد الكبير الذي سيكسر أي فرصة لإعادة قرن الشيعة خاصةً وأي حكومة شيعية أخرى للظهور، بل وأي شكل انسجامي كما كان في أوائل العصر الذهبي للإسلام.